# Виктор, Пау
Па́у Ви́ктор Дельга́до (исп. Pau Víctor Delgado; 26 ноября 2001, Сан-Кугат-дель-Вальес, Испания) — испанский футболист, нападающий португальского клуба «Брага».

## Клубная карьера
Виктор родился в испанском городе Сан-Кугат-дель-Вальес, в провинции Барселона и начинал заниматься в академии «Сабаделя», а в 2018 году присоединился к академии «Жироны». 20 июля 2020 года, после успешного выступления за резервную команду «Жироны», Пау дебютировал на профессиональном уровне в матче Сегунды против клуба «Алькоркон».
29 августа 2022 года Дельгадо и его партнёр по команде Алекс Сала перешли в аренду в «Сабадель». За сезон в «Сабаделе» Пау забил семь голов и отдал шесть голевых передач, чем помог команде остаться в третьем дивизионе. После успешного сезона в составе «арлекинцев» Виктор продлил контракт с «Жироной» до 2025 года и 17 августа 2023 года отправился в аренду в «Барселону Атлетик».
24 июля 2024 года «Барселона» объявила о подписании контракта с Виктором до 2029 года.
31 июля 2024 года Пау дебютировал за основную команду «Барселоны» в товарищеском матче против «Манчестер Сити» и отличился забитым голом. 4 августа 2024 года, уже в следующем своём матче, Дельгадо оформил дубль в ворота «Реал Мадрида» и принёс победу «каталонцам». 17 августа 2024 года Виктор сыграл первый официальный матч в составе «Барселоны» в матче чемпионата Испании против «Валенсии».

## Достижения
«Барселона»
- Чемпион Испании: 2024/25
- Обладатель Кубка Испании: 2024/25
- Обладатель Суперкубка Испании: 2025